# كريستوفر غرانت
كريستوفر غرانت (19 ديسمبر 1935 في المملكة المتحدة - 22 أكتوبر 2017) (بالإنجليزية: Christopher Grant)‏ هو لاعب كريكت بريطاني. لعب مع نادي مقاطعة نوتنغهامشير للكريكت ‏.

## وصلات خارجية
- كريستوفر غرانت على موقع إي آس بي آن كريك إنفو (الإنجليزية)